# كارثة هيندنبورغ
وقعت كارثة هيندنبورغ في 6 مايو 1937 في ليكهرست، نيوجيرسي، الولايات المتحدة، وكانت حادثة مدمرة لمنطاد LZ 129 هيندنبورغ وهو منطاد ألماني لنقل الركاب. كان هذا المنطاد الرائد من فئة هيندنبورغ، التي كانت تعتبر أطول وأكبر فئة من الآلات الطائرة من حيث حجم الغلاف. صمم وبني بواسطة شركة زيبلين في حين تولت شركة الخطوط الجوية الألمانية زيبلين تشغيله. سمي بهذا الإسم  نسبة إلى المشير الميداني العام باول فون هيندنبورغ، الذي كان رئيسًا لألمانيا حتى وفاته في عام 1934.
كان المنطاد الذي اشتعلت فيه النيران مملوءًا بالهيدروجين، مما تسبب في تدميره أثناء محاولته الهبوط في محطة ليكهرست الجوية البحرية. أسفر الحادث عن مقتل 35 شخصًا (13 راكبًا و22 من أفراد الطاقم) من بين 97 شخصًا كانوا على متنه، إضافة إلى حالة وفاة واحدة على الأرض.
تم تغطية الحادث على نطاق واسع من خلال الأخبار المصورة والصور وتقارير هربرت موريسون الإذاعية التي عرضت كشهادة حية من موقع الهبوط في اليوم التالي. طرحت عدة فرضيات حول سبب الاشتعال والمصدر المحتمل للوقود الذي أدى إلى الحريق. وقد تسببت هذه الكارثة في فقدان الجمهور لثقته في المناطيد الضخمة، وأدت إلى نهاية غير متوقعة لعصر المناطيد لنقل الركاب.

## وصف المنطاد
- كان المنطاد من نوع المناطيد الصلبة وكان من أضخم المناطيد التي بنيت في العالم إذ بلغ طولها 245م وعرضها 40م وحجمها 199,980م، وبلغت سرعتها 125 كم في الساعة، وتعود قوته إلى وجود أربعة مولدات ديزيل «ديملير» تقوم بتحريك المراوح داخل سلات منفصلة، وكما في سائر المناطيد حفظ الغاز الرافع وهو الهيدروجين في مجموعة من الأكياس أو الخانات المنفصلة.
- أما من الداخل فكان جناح الركاب فاخرا إذ جهزوه بـ 25 مقصورة في كل واحدة منها سريران وغرف طعام واسعة وصالة استقبال وقاعة للمطالعة، كل ذلك حتى لا يتسرب الهيدروجين بأي طريقة، كانت غرفة التدخين بدورها موصدة بإحكام بواسطة بابها المزدوج، وضغطها الذي يفوق الضغط الخارجي كي لا يتسرب الغاز إلى الداخل، هنا كان بإمكان الركاب أن يدخنوا بحرية، وكانت القداحات مثبتة على الطاولات حتى لا ينتشلها أحد إلى مقصورته وكان يوجد على متن هذا المنطاد بيانو صغير مصنوع من الألمنيوم وجسور للتنزه من كل جانب بحيث يصبح من الممكن التمتع بالمنظر الطبيعي من خلال الشبابيك الزجاجية المنحنية.

## تاريخ المنطاد
- على الرغم من إخفاق مساهمة بريطانيا في مجال تطوير المناطيد الصلبة في أعقاب تحطم المنطاد البريطاني منطاد ار 101 عام 1930، تابع الألمانيون أبحاثهم في هذا المجال وفي عام 1936 استكملوا صنع «الهندنبرج» الذي أضيف إلى أسطولهم الذي يشمل «الغراف زيبلين».
- قام «الهندنبرج» برحلات عديدة إلى الولايات المتحدة والبرازيل بين عامي 1936 و 1937.

## رحلة المنطاد الأخيرة
- انطلقت رحلة المنطاد الأخيرة في مساء الثالث من مايو 1937 من فرانكفورت- ألمانيا متوجها إلى مطار ليكهرست في نيوجيرسي – الولايات المتحدة الأمريكية، وكان يحمل على متنه 97 فردا منهم 36 مسافرا.
- كان من المتوقع وصوله في الثامنة من صباح السادس من مايو ولكن القبطان «ماكس براس» لاحظ هبوب رياح قوية معاكسة مما أدى لتأخير وصول المنطاد حوالي 10 ساعات، وعند الساعة الثالثة والنصف من بعد ظهر السادس من مايو حلق الهيندنبيرغ فوق نيويورك ومر فوق مبنى إمباير ستيت وهذه عادة قديمة تهدف إلى نشر دعاية عن ألمانيا ومناطيدها الكبيرة وإلى منح الركاب فرصة التمتع بمنظر المدينة الرائع.
- عندما وصل المنطاد إلى سماء مطار ليكهرست استعد القبطان للهبوط برغم الظروف الجوية السيئة واقترب من صاري الربط (كان الهبوط يستلزم إنزال ما يشبه المرساة من مقدمة المنطاد يتم تثبيتها بصاري الربط بأرضية المطار ومن خلالها يتم سحب المنطاد لأرض المطار)، وعندئذ اشتعل المنطاد فجأة واحترق بسرعة كبيرة خلال 34 /ث فقط بينما كان يسقط على أرض المطار.
- وبأعجوبة لم يمت سوى 36 شخصا من أصل 97 بينما كانت ملايين من الأمتار المربعة فوق رؤوسم تشهد تراقص الهيدروجين المشتعل وربما يعود الفضل في ذلك إلى الضابط ورجال مطار «ليكهيرست» الذين خاطروا بحياتهم في سبيل إنقاذ الركاب وأعضاء الطاقم المصروعين والمجروحين وإخراجهم من هذا الجحيم.

## أسباب الحادث
- لفترة طويلة لم يستطع أحد تحديد سبب اشتعال المنطاد ولكن غالبية المحققين أجمعوا على أن هذا كان نتيجة اشتعال الهيدروجين الذي يحمل المنطاد، بينما أرجع آخرون ذلك لاصطدام أحد مراوح المنطاد الضخمة بأحد خزانات الوقود بالمنطاد أثناء الهبوط مما أدى لاشتعال المنطاد في الحال.
- موخرا قام أحد أشهر المحققين في حوادث الطيران بإعادة دراسة أسباب اشتعال الهندنبرج أثناء هبوطه، وبعد عدد من التجارب والدراسات وجد أن السبب في الاشتعال هي شرارة كهربية نتجت عن الشحنات الكهربية التي تجمعت على سطح المنطاد نتيجة سوء الأحوال الجوية، أما عن وصول الشرارة للهيدروجين المعبأ داخل المنطاد فكان سببه انقطاع أحد الأسلاك التي تربط أكياس الغاز مع بعضها داخل المنطاد مما أدى لتسرب كمية من الغاز (وقد أكد شهود عيان رؤية ما يشبه فقاعات الغاز الضخمة أسفل غلاف المنطاد أثناء الهبوط وانخفاض مستوى الجزء الخلفي – الذي حدث به التسريب - عن الجزء الأمامي من المنطاد وميله)، وقد أدى اشتعال الهيدروجين إلى اشتعال غلاف المنطاد الخارجي (المصنوع من نوع معين من الأقمشة المطلية بطلاء بمادة تقاوم العوامل الجوي) وكان الاشتعال بلون برتقالي وهو ما شاهده الناس (إذ أن الهيدروجين يشتعل في صورة لهب شفاف).

## نتائج الحادث
- وضعت هذه الكارثة النهاية لاستخدام المناطيد في خدمات الركاب المنتظمة وكذلك نهاية لتطوير المناطيد الصلبة بوجه عام.
- أدت الكارثة إلى الاستغناء عن استخدام الهيدروجين- القابل للاشتعال- في المناطيد واستبداله بغاز الهيليوم غير القابل للاشتعال.
- وجهت الكارثة النظر إلى ضرورة مراعاة الظروف الجوية بشكل أكبر لأنها تؤثر على سلامة المنطاد.

## وصلات خارجية
- صورة للمنطاد اثناء الحادث عن موقع (BBCArabic.com)
- مقال (مائة عام من الطيران)عن موقع(BBCArabic.com)